# CCTV-4
Международная программа на китайском языке Центрального телевидения Китая (кит. 中国中央电视台中文国际频道, CCTV-4 中文国际) — китайский круглосуточный международный телеканал на китайском языке. Это один из нескольких телеканалов производства Центрального телевидения Китая, который транслируется за рубежом.
Канал показывает широкий спектр передач, включающий документальные фильмы, музыку, новости, телесериалы, спорт и детские передачи. Предназначается как для континентального Китая (в границах на момент запуска телеканала), так и для теперь ставшими специальными административными районами Гонконга и Макао и для Тайваня, а также для китайской диаспоры во всём остальном мире, как, например, в Австралии и Канаде.

## История
Канал был официально запущен Председателем Китайской Народной Республики Ян Шанкунем в Доме народных собраний в Пекине в 1992 году. Начинался он как 6-часовой международный канал.
Ранее программа «CCTV-4» состояла из смеси передач на двух языках, английском и китайском. Когда в сентябре 2000 года был запущен англоязычный канал «CCTV-9» (теперь он называется «CCTV News»), передачи на английском языке с телеканала исчезли.
В 1994 году канал стал транслироваться 12 часов в сутки, а в 1998 году — 18 часов.
С недавнего времени версия, транслируемая на Европу, стала показывать некоторые передачи с английскими субтитрами.
C 2015 канал CCTV-4 транслируется в России в приложении SPB TV

## Версии
В 2007 году телеканал разделился на 3 версии:
- CCTV-4 Asia (кит. CCTV-4 (亚洲)) — для Азии и Австралазии
- CCTV-4 Europe (кит. CCTV-4 (欧洲)) — для Европы
- CCTV-4 America (кит. CCTV-4 (美洲)) — для Северной и Южной Америки

## Партнёры
Индонезийская телестанция «RCTI» and малайская «TV3» готовят для «CCTV-4» выпуски новостей, посвящённые, соответственно, событиям в Индонезии и Малайзии. Также на канале есть сегменты местного производства про Сингапур, Батам и Джохор-Бару. А с 18 ноября 2019 года телеканал появился на Интерактивное ТВ Ростелеком.